# Estação Castêlo da Maia
A Estação do Castêlo da Maia é uma das três estações que servem a vila do Castêlo da Maia.

## História
Originalmente esta estação pertenceu à linha ferroviária de Guimarães, tendo sido inaugurada em 1936 e abatida em 2001 para se construir a nova linha de metro. Inaugurada em 31 de Março de 2006, a estação ficou com linha dupla e a modernização do antigo edifício da estação.